# Euryglossa tolgae
Euryglossa tolgae is een vliesvleugelig insect uit de familie Colletidae. De wetenschappelijke naam van de soort is voor het eerst geldig gepubliceerd in 1976 door Exley.